# Parajalysus punctipes
Parajalysus punctipes är en insektsart som beskrevs av Van Duzee 1933. Parajalysus punctipes ingår i släktet Parajalysus och familjen styltskinnbaggar. Inga underarter finns listade i Catalogue of Life.